# پگی پیرس
پگی پیرس (انگلیسی: Peggy Pearce؛ زاده ۴ ژوئن ۱۸۹۴ - درگذشته ۲۶ فوریه ۱۹۷۵) بازیگر فیلم‌های آمریکایی در دوران فیلم صامت بود. او بین سال‌های ۱۹۱۳ تا ۱۹۲۰ در استودیو کی استون فعالیت می‌کرد.
از فیلم‌های او می‌توان به میان آتش و عشق و پیت هیز  اشاره کرد.